# Tongbei Linyeju (ort i Kina, Heilongjiang Sheng, lat 47,78, long 126,77)
Tongbei Linyeju (kinesiska: 通北林业局) är en ort i Kina. Den ligger i provinsen Heilongjiang, i den nordöstra delen av landet, omkring 230 kilometer norr om provinshuvudstaden Harbin. Antalet invånare är 31 320. Befolkningen består av 15 608 kvinnor och 15 712 män. Barn under 15 år utgör 9,0 %, vuxna 15-64 år 75 %, och äldre över 65 år 14,0 %.
Runt Tongbei Linyeju är det ganska tätbefolkat, med 149 invånare per kvadratkilometer. Närmaste större samhälle är Haibei, 14,4 km söder om Tongbei Linyeju. Trakten runt Tongbei Linyeju består till största delen av jordbruksmark.
Genomsnittlig årsnederbörd är 1 004 millimeter. Den regnigaste månaden är juli, med i genomsnitt 317 mm nederbörd, och den torraste är januari, med 10 mm nederbörd.